# Ambassade van IJsland in Japan
De ambassade van IJsland in Japan is sinds 2001 gevestigd in Tokio in de deelstad Minato.

## Geschiedenis
De bilaterale betrekkingen tussen IJsland en Japan werden op 8 december 1956 geformaliseerd.
Op 22 april 1958 werd Magnús V. Magnússon als eerste IJslandse ambassadeur naar Japan geaccrediteerd. In 2001 opende de ambassade in Tokio.

## Missie
Naast Japan is de ambassade ook geaccrediteerd in Indonesië, de Filipijnen, Singapore, Zuid-Korea en Oost-Timor. Daarnaast is ze ook ook de vertegenwoordiging van IJsland bij de ASEAN. Er zijn in het dekkingsgebied van de ambassade zeven honorair consuls benoemd, waarvan zes in Duitsland en een in Tsjechië.

## Ambassadeurs
De volgende diplomaten waren geaccrediteerd ambassadeur voor IJsland naar Japan. De relatie werd tot en met de opening van de ambassade in Tokio in 2001 op afstand onderhouden vanuit andere ambassades of het IJslandse ministerie van Buitenlandse Zaken in Reykjavik. Sinds 2001 is er een residerend ambassadeur in Tokio.
| #                                                 | Naam                      | Aanstelling      | Einde missie      | Noten             | Opmerking                                          |
| ------------------------------------------------- | ------------------------- | ---------------- | ----------------- | ----------------- | -------------------------------------------------- |
| 1                                                 | Magnús V. Magnússon       | 22 april 1958    | 30 september 1969 |                   | 1958-1962: vanuit Stockholm 1962-1976: vanuit Bonn |
| 2                                                 | Árni Tryggvason           | 15 december 1969 | 11 oktober 1976   |                   | 1958-1962: vanuit Stockholm 1962-1976: vanuit Bonn |
| 3                                                 | Pétur Thorsteinsson       | 11 oktober 1976  | 22 maart 1988     |                   | Vanuit Reykjavik                                   |
| 4                                                 | Benedikt Gröndal          | 22 maart 1988    | 19 oktober 1990   |                   | Vanuit Reykjavik                                   |
| 5                                                 | Ólafur Egilsson           | 19 oktober 1990  | 28 november 1996  |                   | Vanuit Reykjavik                                   |
| 6                                                 | Hjálmar W. Hannesson      | 28 november 1996 | 14 oktober 1998   |                   | 1996-2001: vanuit Peking                           |
| 7                                                 | Ólafur Egilsson           | 14 oktober 1998  | 23 juli 2001      |                   | 1996-2001: vanuit Peking                           |
| 8                                                 | Ingimundur Sigfússon      | 23 juli 2001     | 7 september 2004  |                   |                                                    |
| 9                                                 | Þórður Ægir Óskarsson     | 7 september 2004 | 21 augustus 2008  |                   |                                                    |
| 10                                                | Stefán Lárus Stefánsson   | 21 augustus 2008 | 4 september 2013  |                   |                                                    |
| 11                                                | Hannes Heimisson          | 4 september 2013 | 31 januari 2018   | [ 4 ]             |                                                    |
| 12                                                | Elín Flygenring           | 1 februari 2018  | 31 december 2020  | [ 4 ] [ 5 ] [ 6 ] |                                                    |
| 13                                                | Stefán Haukur Jóhannesson | 8 april 2021     |                   | [ 7 ]             |                                                    |
| Bron tot 2016. Lijst bijgewerkt in februari 2024. |                           |                  |                   |                   |                                                    |